# 테야나 테일러
테야나 테일러(Teyana Taylor, 1990년 12월 10일 ~ )는 미국의 가수, 배우, 작곡가, 댄서, 모델, 뮤직비디오 감독, 안무가이다.

## 음반 목록
- VII (2014)
- K.T.S.E. (2018)
- The Album (2020)